# مارك لورانس (لاعب دارت)
مارك لورانس (بالإنجليزية: Mark Lawrence)‏ هو لاعب دارت بريطاني، ولد في 28 نوفمبر 1986 في إنجلترا في المملكة المتحدة.

## وصلات خارجية
- مارك لورانس على موقع DartsDatabase.co.uk (الإنجليزية)